# 안토니오 드 카스트로 마이어

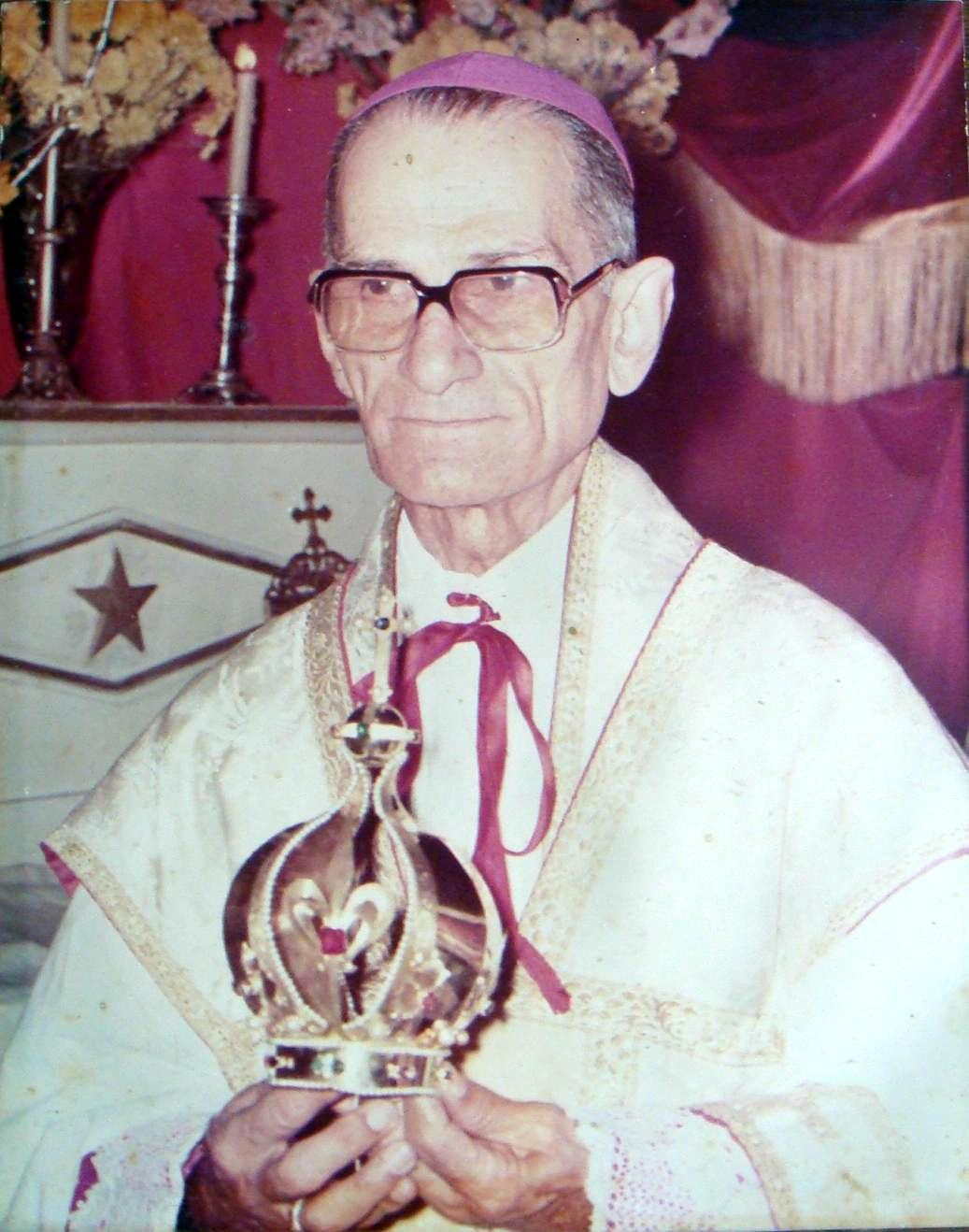
안토니오 드 카스트로 마이어 주교

안토니오 드 카스트로 마이어(Antônio de Castro Mayer, 1904년 6월20일 - 1991년 4월 26일)는 브라질인 로마 가톨릭교회 주교였다.
성 비오 10세회 창립자인 마르셀 르페브르 대주교와 마찬가지로 그는 제2차 바티칸 공의회의 변화에 반대했으며, 제2차 바티칸 공의회 이전의 전례와 교리를 고수했다.
1904년 6월 20일 브라질 상파울루 주 캄피나스에서 태어났다. 1927년 10월 30일 가톨릭교회 사제로 서품받았다. 1948년 주교로 성성되었으며 동시에 브라질 캄포스 교구의 보좌주교가 되었다. 1949년 브라질 캄포스 교구의 교구장 주교가 되었으며 1981년까지 교구장을 역임했다. 그는 제2차 바티칸 공의회의 변화에 반대했으며, 공의회 변화에 대한 반대에 앞장선 마르셀 르페브르 대주교를 공개적으로 지지하였다. 1988년 마르셀 르페브르 대주교가 교황의 승인없이 네 명의 사제를 주교로 성성할 때, 그는 주교 성성식에 참석했다. 주교 성성식 참석으로 그는 르페브르 대주교와 대주교에게 성성받은 4명의 주교와 함께 파문당했다. 1991년 4월26일 선종했다.